# Puchar Polski Strongman 2003
Puchar Polski Strongman 2003 – cykl indywidualnych zawodów polskich siłaczy, rozgrywanych w 2003 r.

## Pierwsze zawody - Zamość
Data: 26 kwietnia 2003 r.

Miejscowość: Zamość
WYNIKI ZAWODÓW:
| Miejsce | Zawodnik             | Punkty |
| ------- | -------------------- | ------ |
| 1.      | Jarosław Dymek       | 33     |
| 2.      | Mariusz Pudzianowski | 29     |
| 3.      | Tomasz Nowotniak     | 25     |
| 4.      | Arkadiusz Makurat    | 15     |
| 5.      | Jacek Dymek          | 15     |
| 6.      | Wojciech Enyama      | 9      |

## Podlesice
Data: 03 maja 2003 r.

Miejscowość: Podlesice
WYNIKI ZAWODÓW:
| Miejsce | Zawodnik            | Punkty |
| ------- | ------------------- | ------ |
| 1.      | Jacek Dymek         | 25,5   |
| 2.      | Robert Szczepański  | 24,5   |
| 3.      | Sławomir Toczek     | 20,5   |
| 4.      | Tyberiusz Kowalczyk | 20     |
| 5.      | Ireneusz Kuraś      | 19     |
| 6.      | Piotr Szymiec       | 16,5   |

## Lublin
Data: 10 maja 2003 r.

Miejscowość: Lublin
WYNIKI ZAWODÓW:
| Miejsce | Zawodnik             | Punkty |
| ------- | -------------------- | ------ |
| 1.      | Mariusz Pudzianowski | 36     |
| 2.      | Sławomir Peda        | 20     |
| 3.      | Tomasz Lech          | 19,5   |
| 4.      | Lubomir Libacki      | 18,5   |
| 5.      | Piotr Dybus          | 17,5   |
| 6.      | Radosław Godlewski   | 14,5   |

## Krosno
Data: 17 maja 2003 r.

Miejscowość: Krosno
WYNIKI ZAWODÓW:
| Miejsce | Zawodnik           | Punkty |
| ------- | ------------------ | ------ |
| 1.      | Tomasz Nowotniak   | 30     |
| 2.      | Sławomir Toczek    | 26     |
| 3.      | Arkadiusz Makurat  | 24     |
| 4.      | Robert Szczepański | 22     |
| 5.      | Adam Małż          | 14     |
| 6.      | Wojciech Enyama    | 9      |

## Ciechanów
Data: 24 maja 2003 r.

Miejscowość: Ciechanów
WYNIKI ZAWODÓW:
| Miejsce | Zawodnik         | Punkty |
| ------- | ---------------- | ------ |
| 1.      | Jarosław Dymek   | 31     |
| 2.      | Jacek Dymek      | 23     |
| 3.      | Piotr Szymiec    | 23     |
| 4.      | Tomasz Nowotniak | 20     |
| 5.      | Piotr Dybus      | 17     |
| 6.      | Sławomir Peda    | 12     |

## Niechorze
Data: 02 sierpnia 2003 r.

Miejscowość: Niechorze
WYNIKI ZAWODÓW:
| Miejsce | Zawodnik           | Punkty |
| ------- | ------------------ | ------ |
| 1.      | Tomasz Nowotniak   | 33     |
| 2.      | Sławomir Toczek    | 26     |
| 3.      | Paweł Pachnik      | 22     |
| 4.      | Radosław Godlewski | 21     |
| 5.      | Wojciech Enyama    | 13     |
| 6.      | Arkadiusz Makurat  | 10     |

## Toruń
Data: 09 sierpnia 2003 r.

Miejscowość: Toruń
WYNIKI ZAWODÓW:
| Miejsce | Zawodnicy            | Punkty |
| ------- | -------------------- | ------ |
| 1.      | Mariusz Pudzianowski | 29,5   |
| 2.      | Ireneusz Kuraś       | 28,5   |
| 3.      | Robert Szczepański   | 22,5   |
| 4.      | Sławomir Orzeł       | 19     |
| 5.      | Piotr Dybus          | 14     |
| 6.      | Tomasz Lech          | 12,5   |

## Włocławek
Data: 16 sierpnia 2003 r.

Miejscowość: Włocławek
WYNIKI ZAWODÓW:
| Miejsce | Zawodnik            | Punkty |
| ------- | ------------------- | ------ |
| 1.      | Jarosław Dymek      | 25     |
| 2.      | Ireneusz Kuraś      | 24     |
| 3.      | Sławomir Toczek     | 23     |
| 4.      | Tyberiusz Kowalczyk | 21     |
| 5.      | Sławomir Orzeł      | 16     |
| 6.      | Jacek Dymek         | 14     |

## Zgierz
Data: 30 sierpnia 2003 r.

Miejscowość: Zgierz
WYNIKI ZAWODÓW:
| Miejsce | Zawodnik             | Punkty |
| ------- | -------------------- | ------ |
| 1.      | Mariusz Pudzianowski | 32     |
| 2.      | Piotr Szymiec        | 24     |
| 3.      | Robert Szczepański   | 23     |
| 4.      | Sławomir Toczek      | 23     |
| 5.      | Adam Małż            | 14,5   |
| 6.      | Wojciech Enyama      | 9,5    |

## Kalisz
Data: 6 września 2003 r.

Miejscowość: Kalisz
WYNIKI ZAWODÓW:
| Miejsce | Zawodnik             | Punkty |
| ------- | -------------------- | ------ |
| 1.      | Mariusz Pudzianowski | 33     |
| 2.      | Jarosław Dymek       | 26     |
| 3.      | Tomasz Nowotniak     | 22,5   |
| 4.      | Robert Szczepański   | 18,5   |
| 5.      | Tyberiusz Kowalczyk  | 13     |
| 6.      | Arkadiusz Makurat    | 12     |

## Leszno
Data: 13 września 2003 r.

Miejscowość: Leszno
WYNIKI ZAWODÓW:
| Miejsce | Zawodnik            | Punkty |
| ------- | ------------------- | ------ |
| 1.      | Tyberiusz Kowalczyk | 30     |
| 2.      | Sławomir Orzeł      | 29     |
| 3.      | Ireneusz Kuraś      | 24     |
| 4.      | Tomasz Lech         | 18,5   |
| 5.      | Piotr Dybus         | 16     |
| 6.      | Paweł Pachnik       | 8,5    |

## Finał - Piła
Do finału zakwalifikowali się zawodnicy, którzy zdobyli najwięcej punktów w trakcie wcześniejszych zawodów Pucharu Polski Strongman 2003.
Data: 11 października 2003 r.

Miejscowość: Piła
WYNIKI ZAWODÓW:
| Miejsce | Zawodnik             | Punkty |
| ------- | -------------------- | ------ |
| 1.      | Mariusz Pudzianowski | 32     |
| 2.      | Robert Szczepański   | 25     |
| 3.      | Jarosław Dymek       | 24     |
| 4.      | Tomasz Nowotniak     | 20     |
| 5.      | Sławomir Toczek      | 14     |
| 6.      | Ireneusz Kuraś       | 11     |